# ArrDee
ArrDee, de son vrai nom Riley Davies né le 17 septembre 2002 à Brighton, est un rappeur et auteur britannique. Sa première mixtape, Pier Pressure, est sortie le 18 mars 2022.

## Jeunesse
Davies est né et a grandi à Brighton, en Angleterre,. À propos de son enfance à Brighton, Davies a déclaré au magazine Acclaim : « Brighton est très fermé. Entre les membres de mon collectif, je peux dire à presque cent pour cent que nous connaissons tout le monde à Brighton. Si nous ne le faisons pas, nous connaissons quelqu'un qui connaît ceux que nous ne connaissons pas ». « J'ai commencé à rapper à l'âge de 13 ans, je tenais un studio dans un appartement d'une chambre », a déclaré Davies dans une interview pour Hypebeast Sole Mates. « À l'époque, la musique n'allait nulle part, mais en grandissant, je me suis fait des relations grâce à Instagram, je prenais le train pour Londres, je travaillais et dormais dans des studios à Londres pendant trois jours d'affilée, alors il fallait que je fasse connaître le réseau. »

## Carrière
Davies a connu le succès en figurant sur le remix de la chanson Body de Russ Millions et Tion Wayne, qui a atteint la première place des charts dans plusieurs pays, dont le Royaume-Uni. Il a ensuite sorti le single Oliver Twist, faisant référence au livre de Charles Dickens, qui a atteint la sixième place du UK Singles Chart.
Le troisième single solo de Davies est Flowers, qui sample le titre du même nom de Sweet Female Attitude et Say My Name des Destiny's Child. Il est sorti le 11 novembre 2021 et a atteint la cinquième place du Top 100 de l'Official Singles Chart du Royaume-Uni, passant treize semaines dans le Top 40, dix-sept semaines dans le Top 100, dont sept dans le Top 10 du classement.
Le 3 février 2022, Davies a sorti son single, War, avec le rappeur Aitch. Le même jour, il a été annoncé que la première mixtape de Davies, intitulée Pier Pressure, sortirait le 18 mars 2022,. War a débuté à la sixième place du classement officiel des singles au Royaume-Uni et a débuté à la 21e place du classement officiel des ventes de singles au Royaume-Uni le 11 février 2022. Le 4 mars 2022, Davies a sorti Come & Go, le prochain single de l'album,.
Pier Pressure est sorti le 18 mars 2022 et a reçu des critiques mitigées,,. La mixtape est entrée au Top 100 du UK Official Albums Chart à la deuxième place, s'est placée à la sixième place du Top 100 du UK Official Album Download Charts et a débuté à la première place du Top 100 du UK Official Albums Streaming Chart le 25 mars 2022.
En juillet 2022, Davies a annoncé son prochain single, Hello Mate. Le morceau contient un échantillon de Do You Mind de Kyla.

## Vie privée
Davies est un supporter du Chelsea FC .

## Discographie

### Mixtapes
| Titre         | Détails                                                                                                   | Positions maximales dans les charts | Positions maximales dans les charts | Positions maximales dans les charts | Positions maximales dans les charts | Certifications |
| Titre         | Détails                                                                                                   | Royaume-Uni                         | Irlande                             | Nouvelle-Zélande                    |                                     | Certifications |
| ------------- | --- | ----------------------------------- | ----------------------------------- | ----------------------------------- | ----------------------------------- | -------------- |
| Pier Pressure | - Sortie : 18 mars 2022 - Label: Island, Universel - Format : CD, LP, streaming, téléchargement numérique | 2                                   | 20                                  | 14                                  | 21                                  | - BPI : Argent |

### Singles

#### En tant qu'artiste principal
| Titre                       | An   | Positions maximales dans les classements musicaux | Positions maximales dans les classements musicaux | Positions maximales dans les classements musicaux | Positions maximales dans les classements musicaux | Positions maximales dans les classements musicaux | Positions maximales dans les classements musicaux | Certifications | Album                            |
| Titre                       | An   | ROYAUME-UNI                                       | AUS                                               | Irlande                                           | NLD                                               | Nouvelle-Zélande Hot                              | SUÉ Hot                                           | Certifications | Album                            |
| --------------------------- | ---- | ------------------------------------------------- | ------------------------------------------------- | ------------------------------------------------- | ------------------------------------------------- | ------------------------------------------------- | ------------------------------------------------- | -------------- | -------------------------------- |
| Oliver Twist                | 2021 | 6                                                 | 68                                                | 19                                                | —                                                 | —                                                 | 11                                                | - BPI : Or     | Pier Pressure                    |
| Jiggy (Whiz)                | 2021 | 99                                                | —                                                 | —                                                 | —                                                 | —                                                 | —                                                 |                | Non-album single                 |
| Wid It (with Tion Wayne)    | 2021 | 19                                                | —                                                 | 41                                                | —                                                 | —                                                 | —                                                 | - BPI : argent | Green avec Envy et Pier Pressure |
| Flowers (Say My Name)       | 2021 | 5                                                 | 49                                                | 17                                                | 88                                                | 11                                                | —                                                 | - BPI : Or     | Pier Pressure                    |
| War (with Aitch)            | 2022 | 6                                                 | —                                                 | 28                                                | —                                                 | 12                                                | —                                                 |                | Pier Pressure                    |
| Come & Go                   | 2022 | 16                                                | —                                                 | 67                                                | —                                                 | 25                                                | —                                                 |                | Pier Pressure                    |
| Hello Mate (featuring Kyla) | 2022 | 37                                                | —                                                 | —                                                 | —                                                 | 20                                                | —                                                 |                | Pier Pressure                    |

#### En tant qu'artiste vedette
| Titre | An   | Positions maximales dans les charts | Positions maximales dans les charts | Positions maximales dans les charts | Certifications | Album                              |
| Titre | An   | ROYAUME-UNI                         | AUS                                 | Nouvelle-Zélande                    | Certifications | Album                              |
| --- | ---- | ----------------------------------- | ----------------------------------- | ----------------------------------- | -------------- | ---------------------------------- |
| Body (Remix) (Russ Millions and Tion Wayne featuring ArrDee, E1 (3x3), Bugzy Malone, Fivio Foreign, ZT (3x3), Darkoo & Buni) | 2021 | 1                                   | 1                                   | 1                                   |                | Green avec Envy et Pier Pressure   |
| Wasted (Digga D featuring Arrdee)                                                                                            | 2021 | 6                                   | —                                   | —                                   | - BPI : Or     | Pier Pressure et Noughty by Nature |

### Autres chansons répertoriées
| Titre       | Année | Positions maximales dans les charts | Positions maximales dans les charts | Album         |
| Titre       | Année | ROYAUME-UNI                         |                                     | Album         |
| ----------- | ----- | ----------------------------------- | ----------------------------------- | ------------- |
| Early Hours | 2022  | 41                                  | 32                                  | Pier Pressure |